# Larry Clinton

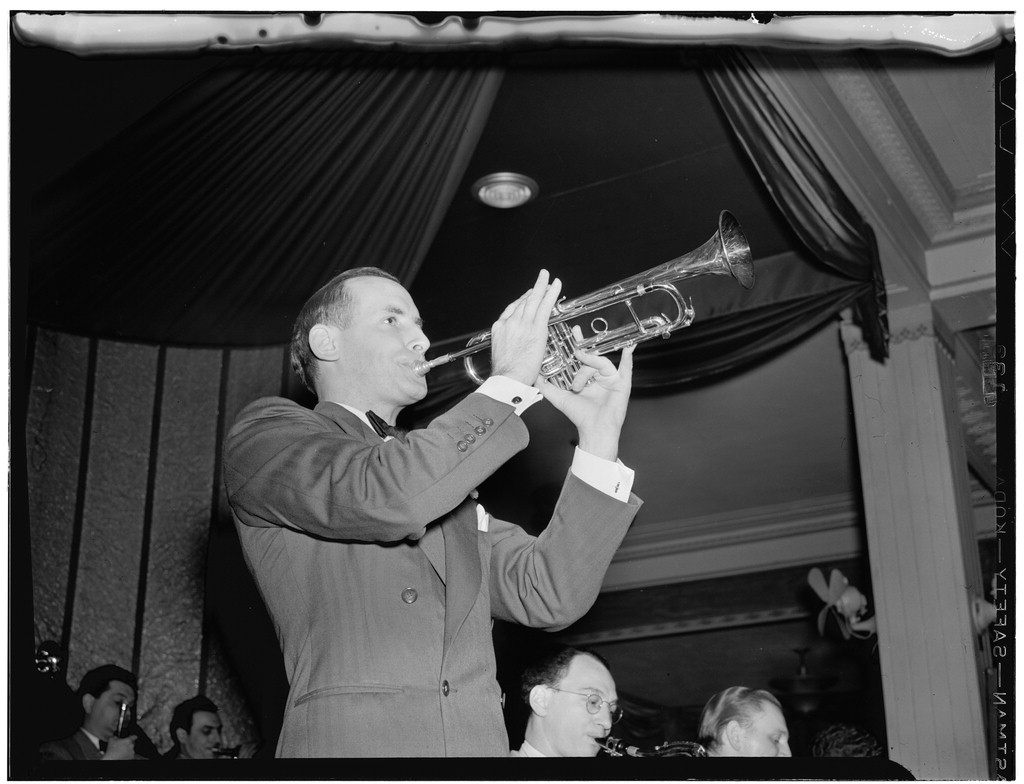
Larry Clinton. Fotografie von William P. Gottlieb

Larry Clinton (* 17. August 1909 in Brooklyn, New York; † 2. Mai 1985 in Tucson, Arizona) war ein US-amerikanischer Trompeter, Posaunist, Arrangeur und Bandleader im Bereich des Swing und der Populären Musik.

## Werdegang

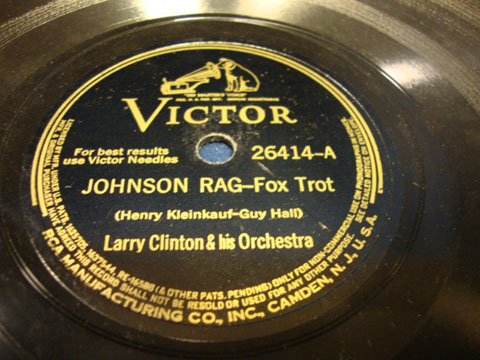
Victor-78er von Larry Clinton & His Orchestra

Larry Clinton war Autodidakt; er spielte neben seinem Hauptinstrument Trompete auch Posaune und Klarinette. In seinen Zwanzigern war er als Trompeter bei Isham Jones, als Arrangeur für die Swingorchester von Claude Hopkins 1933, Tommy und Jimmy Dorsey 1935/36, Glen Grays Casa Loma Orchestra 1936/37 sowie 1937 für Louis Armstrong und Bunny Berigan tätig; Clintons Komposition Dipsy Doodle wurde 1938 ein Hiterfolg für Tommy Dorseys Band.
Von 1937 bis 1941 leitete Larry Clinton erstmals eine populäre eigene Band; es entstand eine Reihe von Hits für Victor Records. Das Band-Repertoire lag zwischen aktuellen Pop-Melodien (wie I Double Dare You, Summer Souvenirs oder Over the Rainbow), Instrumentalnummern, wie das von Clinton geschriebene A Study in Brown, und Swing-Adaptionen klassischer Kompositionen, mit Songtexten zu Stücken von Claude Debussy und Pjotr Tschaikowski (Our Love).
Seine Version von Debussys Reverie, mit der Bandsängerin Bea Wain, war besonders beliebt. Unter dem Titel My Reverie erreichte seine Version 1938 Platz 1 der Billboard-Charts. Der letzte seiner Nummer-1-Hits war Deep Purple aus der Feder von Peter DeRose im Februar 1939.
Clintons Band war vor allem eine Studiogruppe, die für Victor, Jubilee und Bluebird Records aufnahm, trat aber auch gelegentlich in Colleges und Hotelhallen auf.
In Larry Clintons Band spielten u. a. Charlie Mariano, Nat Pierce, Babe Russin und Joe Mooney. Im Jahr 1941 trat Clinton mit seiner Band in sechs kurzen Musikfilmen auf, den beliebten Movie Jukebox-Filmen; die Filme wurden schließlich als Soundies im Jahr 1943 veröffentlicht. Dies war eine seiner letzten Beschäftigungen als Bandleader; im Zweiten Weltkrieg war er als Fluglehrer tätig. Er nahm nach dem Krieg seine musikalische Tätigkeit wieder auf, hatte von 1948 bis 1950 ein kleineres Ensemble.
Im Jahre 1956 nahm Clinton mit einer Studio Big Band für RCA noch einmal seine größten Hits auf, wobei Helen Ward die Gesangsnummern von Bea Wain übernahm. (Larry Clinton in Hi-Fi, RCA, LPM-1342) Hier bekam er zum ersten Mal die Gelegenheit, seine Komposition „Study In Brown“ selbst einzuspielen. Clinton blieb noch bis 1961 in der Musikbranche tätig und arbeitete als A&R für Kapp Records und in einem Musikverlag. Er starb 1985 in Tucson im Alter von 75 Jahren.
Eine Sammlung von Clintons Arrangements und weiteres Material wurde in die Sammlung des American Heritage Center der University of Wyoming im Laramie aufgenommen.